# Laque
Um laque, também chamado lacassá, leque ou lequessá (do hindi लाख transl. lākh [lɑːkʰ]; do sânscrito लक्ष transl. lakṣa [ˈlʌkʂʌ]) é uma unidade do sistema de numeração indiana utilizada, tanto oficialmente como noutros contextos, no Bangladexe, Índia, Nepal, Seri Lanca, Birmânia e Paquistão. 
Um laque equivale a cem mil, ou seja 105. A numeração indiana incorpora também separadores decimais em lugares distintos dos utilizados noutros sistemas numéricos. Por exemplo, 30 laques, equivalente a 3 milhões, escreve-se «30,00,000» em vez de «3.000.000». Neste sistema, uma centena de laques denomina-se um crore, equivalente a dez milhões. 

## Curiosidades
O preço de lançamento anunciado pela empresa automóvel indiana Tata para o Um Laque, aquele seria o automóvel mais barato do mundo, foi exatamente o de um laque de rupias, ou seja 100.000 rupias.
O nome do arquipélago das Laquedivas significa «cem mil ilhas».